# Особняк Данцигера
Особняк Данцигера расположен в Челябинске в Центральном районе города по адресу улица Пушкина, 1 / улица Труда, 83. Является памятником архитектуры.

## История
Особняк на Мастеровой улице (ныне улица Пушкина) был построен в 1910–1912 гг. челябинским архитектором Аркадием Андреевичем Фёдоровым по заказу состоятельного врача-стоматолога Соломона (Семёна Григорьевича) Данцигера. Это место было выбрано не случайно: именно здесь в те времена компактно проживали челябинские евреи, и здесь же неподалёку находилась челябинская синагога. В этом доме С. Г. Данцигер прожил всего несколько лет и в 1916 г. продал его богатому купцу, одному из владельцев чаеразвесочной фабрики Гнихусю Мардуховичу Высоцкому.
После Октябрьской революции 1917 г. в бывшем особняке Данцигера — Высоцкого размещались различные конторы. Так, в 1939 г. здесь работали Промтрест и Управление трамвайно-троллейбусным депо, в 1970 г. Скотпром и областной совет ДСО «Урожай». В постсоветское время в 1991 г. здесь находилось областное управление культуры, в дальнейшем — комитет по охране исторического и культурного наследия. Ныне в здании располагается Государственный центр по охране культурного наследия Челябинской области.
По решению № 371 исполкома Челябинского областного Совета депутатов от 20.09.1977 г. здание было признано памятником архитектуры.

## Описание

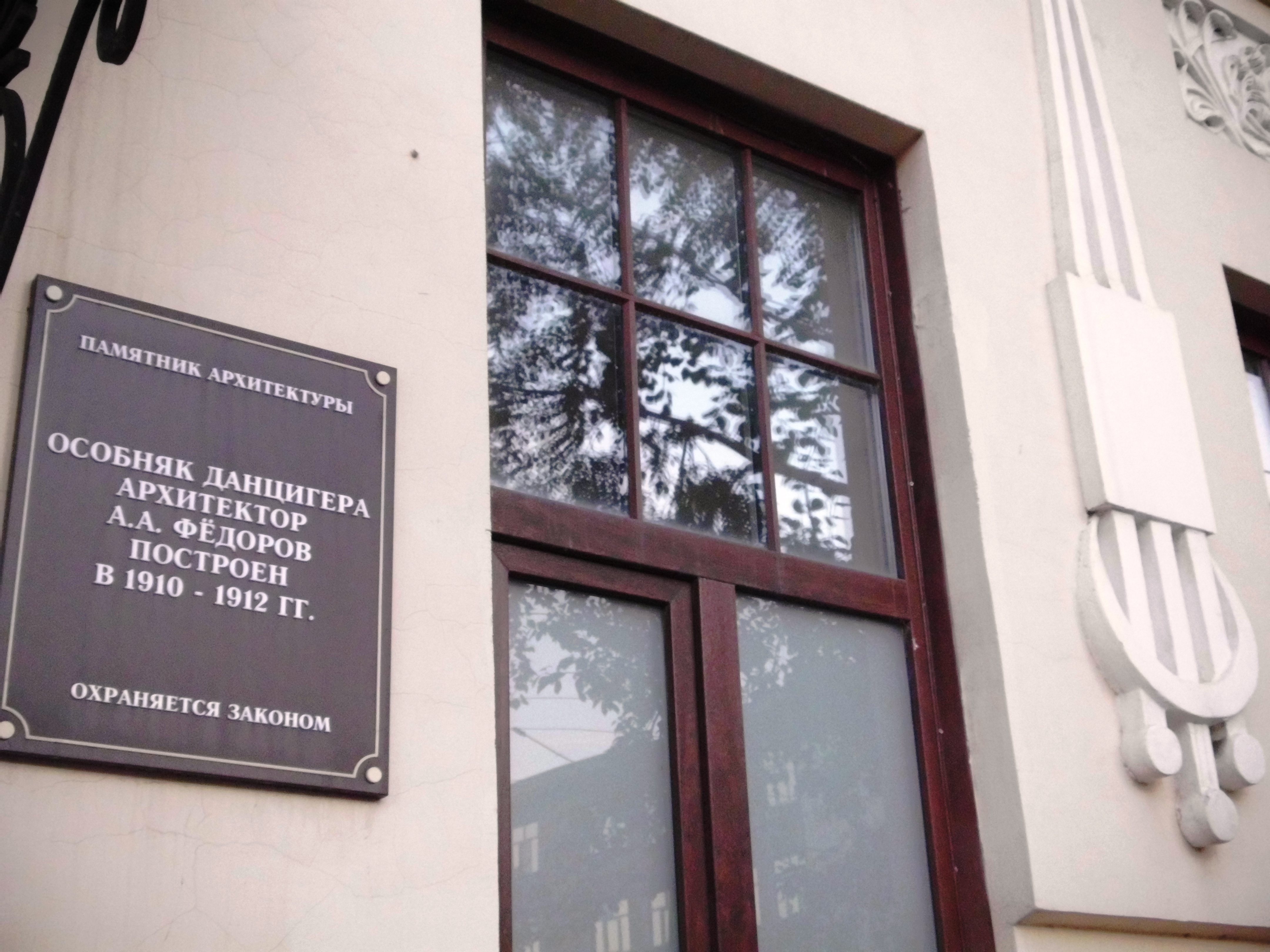
Табличка об охраняемом статусе здания на фасаде

Дом Данцигера был построен в стиле модерн. Доминантой особняка служит пятигранная полубашня, а также арочные проёмы окон и шпили. Шатры и капители особняка дополняют стиль здания элементами эклектики. Северный и западный фасады украшены барельефными отливками в виде голов крылатых богинь, оформленные растительным обрамлением. Можно также увидеть изображение бога Гермеса, покровителя торговли в древнегреческой мифологии. В здании частично сохранилась декоративная отделка интерьера. 
К дому неоднократно делались пристрои: в 1930-х, 1950-х, 1970-х годах, однако они были недолговечными, ветшали, после чего их сносили. Бывший каретник при доме также был снесён, а вместо него построили гаражи. Парадный вход в особняк с улицы Труда переделали в окно, а вход теперь находится в пристрое поздней постройки. В начале 2000-х годов здание отремонтировали и реставрировали.